# برج ینگی ارخ
برج ینگی ارخ بیجار مربوط به دوره صفوی است و در شهرستان بیجار، بخش کرانی و در روستای ینگی ارخ قرار دارد. این اثر در تاریخ ۱۹ اسفند ۱۳۸۰ با شمارهٔ ثبت ۵۰۸۱ به‌عنوان یکی از آثار ملی ایران به ثبت رسیده‌است.